# Dideossiribonucleotide

Dideossiadenosina trifosfato

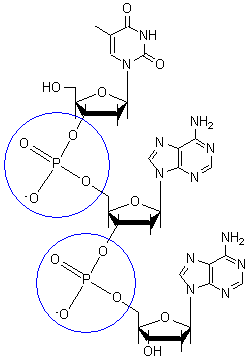
Rappresentazione di legami fosfodiesterici tra deossiribonucleotidi in un filamento di DNA

I dideossinucleotidi o ddNTP, sono deossiribonucleotidi sintetici che presentano lo zucchero desossiribosio privo del gruppo ossidrilico in posizione 3'.
Il deossiribosio manca già del gruppo ossidrilico in posizione 2'. La mancanza di questo gruppo ossidrilico 3' comporta che, dopo essere stato aggiunto da una DNA polimerasi ad una catena nucleotidica crescente, non possono essere aggiunti ulteriori nucleotidi dato che nessun legame fosfodiesterico può essere formato in base al fatto che i deossiribonucleosidi trifosfati (che sono i blocchi di costruzione del DNA) permettono la sintesi della catena del DNA, attraverso una reazione di condensazione tra il gruppo fosfato 5' (dopo la scissione del pirofosfato) del nucleotide da aggiungere e il gruppo ossidrilico 3' del nucleotide precedente.
I dideossiribonucleotidi sono privi del gruppo ossidrilico in 3', pertanto nessun ulteriore allungamento della catena può verificarsi una volta che questo dideossiribonucleotide viene aggiunto alla catena. Ciò comporta la cessazione dell'allungamento della sequenza di DNA. Questa caratteristica costituisce la base del metodo della terminazione della catena per il sequenziamento del DNA sviluppato da Frederick Sanger nel 1977.